# تاريخ مصر العسكري خلال الحرب العالمية الثانية
بدأت مشاركة مصر في الحرب العالمية الثانية عندما قامت مملكة إيطاليا بغزو الأراضي المصرية و إعلان الحرب رسميا على المملكة المصرية في 9 سبتمبر عام 1940م، و رغم أن المملكة المصريه التي اسسها الاترك
لم تعلن الحرب رسميا حتي أوائل عام 1945م إلا أن هذا لم يمنعها من المشاركة بجانب قوات الحلفاء ضد القوات الإيطالية والألمانية خلال حملة الصحراء الغربية.
قامت مصر بقطع العلاقات الدبلوماسية مع دول المحور، فقد قررت قطع علاقاتها السياسية مع ألمانيا في 1 سبتمبر 1939، ومع إيطاليا في 11 يونيو 1940، ومع اليابان في 8 ديسمبر 1941، ومع رومانيا والمجر في 15 ديسمبر سنة 1941، ومع بلغاريا وفنلندا في 5 يناير سنة 1942 ولقد كانت المملكة المصرية في حالة حرب عملا مع هذه الدول منذ تاريخ قطع العلاقات السياسية.

## الخلفية

### النفوذ البريطاني
في عام 1882م وقعت ثورة الجيش المصري تحت قيادة أحمد عرابي علي الخديوي توفيق، مع تدخل الجيش البريطاني أنتهت الثورة واستتيب الحكم الي الخديوي توفيق وأصبحت مصر في الواقع مستعمرة بريطانية، مع ظهور النزعات القومية والأستقلالية في مصر أعطت الامبراطورية البريطانية الأستقلال الي مصر سنة 1922، ولكن الحقيقة ظلت مصر تحت السيطرة الأقتصادية والعسكرية لبريطانيا حتي عام 1936م عندما قامت معاهدة 1936 بين المملكة المتحدة والمملكة المصرية والتي حدت من النفوذ البريطاني في مصر حيث تم نقل القوات البريطانية من المدن المصرية إلي قناة السويس ولا يزيد عددهم عن 10 آلاف جندي و400 طيار مع الموظفين اللازمين لأعمالهم الإدارية والفنية وذلك وقت السلم فقط أما في حاله الحرب يسمح لهم بالانتشار للدفاع عن الأراضي المصرية.

### الغزو الإيطالي لأثيوبيا
تسبب الغزو الإيطالي لأثيوبيا بتوتر العلاقات بين مصر و إيطاليا، وكان الرأي العام المصري يرفض قيام إيطاليا باحتلال إثيوبيا من أجل نهر النيل، ونجح الضغط الشعبي المصري في فسخ تعاقدات الشركات الإيطالية مع العمال المصريين للعمل في إثيوبيا، وأعلن المصريون تخوفهم من إيطاليا، التي كانت تحتل القرن الإفريقي في المنابع، وتحتل ليبيا المتواجدة في جهة الغرب من مصر، وأعلنوا أن ما يحدث هو نوع من حصار مصر من قبل إيطاليا.
فامت مصر بتكوين اللجنة العامة للدفاع عن الحبشة لإرسال البعثات الطبية ومستلزماتها إلى ميادين القتال بإثيوبيا، وأعلنت أن على كل من يرغب من الأطباء والصيادلة والممرضين في المساهمة في هذا العمل أن يتقدم إلى سكرتير اللجنة، وقامت الحكومة بإعطاء إجازة تقدر بـ6 أشهر لكل طبيب يتطوع للذهاب لإثيوبيا. تعرضت البعثة الطبية المصرية في إثيوبيا لكثير من المخاطر، كما يؤكد فرنسيس أمين، والمخاطر لم تكن تتمثل في مقاومة الأوبئة والأمراض فقط، بل معالجة الجنود الأثيوبيين من جهة، واحتمال القصف الإيطالي الجوي، الذي أدى لوقوع شهداء من المصريين الذين تم تشييع جثامينهم في مشهد مهيب في القاهرة.

### استعداد مصر للحرب العالمية الثانية
تولى على ماهر باشا الوزارة خلفا لوزارة محمد محمود باشا في 18 أغسطس 1939م أى قبل نشوب الحرب العالمية الثانية بأسبوعين. قام على ماهر باشا بتعيين محمد صالح حرب وزير للدفاع و عزيز على المصرى رئيس لأركان حرب الجيش المصرى وقام باتخاذ إجراءات استعداد للحرب العالمية الثانية ففى يوم 25 أغسطس أصدر على ماهر باشا المرسومين 95 و 96 لسنة 1939م، وأولهما خاص بالتدابير الاستثنائية التى تتاخذ لتأمين سلامة البلاد، والثانى خاص بأحصاء المؤن اللازمة لرجال الجيش المصرى والسكان المدنين، وفى 27 أغسطس أصدر المرسوم رقم 97 لسنة 1939 بحماية الأسرار العسكرية. وفى 31 أغسطس أصدر مرسوما بقانون بإنشاء القوات المرابطه من المجندين الذين يزيدون عن حاجة الجيش العامل (الدائم) ولم تنقض مدة إلتزامهم بالخدمة العسكرية، وجعل مهمة هذه القوات في زمن الحرب العالمية القيام بحراسة المرافق العامة وأداء الخدمات العسكرية المختلفة وكان رئيس القوات المرابطه هو عبد الرحمن عزام بك.

## موقف مصر من إعلان الحرب
بدأت الحرب العالمية الثانية مع الغزو الألماني لبولندا في 1 سبتمبر 1939، وقامت مصر في نفس اليوم بإصدار مرسوم إعلان الأحكام العرفية وقطع العلاقت مع ألمانيا النازية مع العلم أن بريطانيا وفرنسا لم يقوموا بعد بإعلان الأحكام العرفية في بلادهم أو في مستعمراتهم، ويعود سبب إعلان مصر لأحكام العرفية إلى رغبة سياسة وزراة القصر المصرى.
قامت كل من بريطانيا وفرنسا بإعلان الحرب على ألمانيا في 3 سبتمبر 1939 مما ادى إلى اجتماع مجلس الوزراء المصرى في بولكلى بالإسكندرية لمناقشة هذه المسألة، وكانت جلسة طويلة استمرت إلى ساعة متأخرة من الليل. إجمع الوزراء على إعلان الحرب على ألمانيا ما عدا عضو واحد هو مصطفى الشوربجى بك الذى كان ينتمى للحزب الوطنى أما بقية الوزراء وافقو على إعلان الحرب على ألمانيا وكانوا ينقسمون إلى فريقين فريق ينتمى للحزب السعدى و فريق المستقلين أنصار على ماهر باشا. كان فريق الوزراء السعدى يتكون من محمود فهمى النقراشي باشا، ومحمود غالب باشا، والدكتور حامد محمود، وسابا حبشى بك، وإبراهيم عبدالهادى أما فريق المتسقلين كان يتكون من محمد علوبة باشا، وعبدالرحمن عزام بك، ومحمد صالح حرب، وعلى ماهر باشا، وكان الوزراء الأربعة المستقلين عرف عنهم اشتغالهم بالقضايا الإسلامية وخصوصا فلسطين، وكانوا من العناصر الساخطة على إنجلترا بسبب انحيازها لليهود وعلى رأسهم محمد صالح حرب باشا وزير الدفاع.

### تدخلالملك فاروق الأوللمنع إعلان الحرب
فى صبيحة يوم 4 سبتمبر 1939م تدخل القصر الملكى ليمنع قرار إعلان الحرب. يقول عبد الوهاب طلعت باشا الذى كان قائما برئاسة أعمال الديوان الملكى إنه حينما علم بالقرار مجلس الوزراء توجه إلى قصر المنتزه وعرض الأمر على الملك فاروق بكل ما يترتب من خير أو شر لمصر وأن من المصلحة مصر الوقوف على الحياد وقد وافق الملك على ذالك وطلب مقابلة رئيس الوزراء لتبلغيه هذا وبالفعل عدل على ماهر عن قرار الوزارة.
تسبب قرار الملك فاروق بانزعاج بريطانيا من هذا القرار بسبب أنها ترى أنه يخالف معاهدة 1936، وفى 9 سبتمبر تقدم على ماهر بخطاب اعتذار للحكومة بريطانيا لعدم إعلان الحرب ويلاحظ أن الخطاب تم صيغاته بمهارة فائقة وأستند إلى أسباب وجيهة وكان أول هذه الأسباب أن التحالف المنصوص عليه في معاهدة 1936 لا يسرى مفعوله إلا في حالة الاعتداء المباشر.
و أن الحكومة المصرية عندما اتخذت قرارها الأول بإعلان الحرب كان باعتقاد أن هذه الحرب هي حرب مزدوجة من ألمانيا وإيطاليا ينشأ عنها أعمال عدوانية وعمليات حربية ضد القطر المصرى بسبب مجاورة إيطاليا لمملكة مصر في ليبيا وإثيوبيا ولكن هذا التقدير لم يتحقق، إذا احتفظت ايطاليا بحيادها و لم تقم ألمانيا بإعلان الحرب على مصر بالتالى لا يوجد سبب يجعل مصر تعلن الحرب لكنها لم تعلن حيادها رسميا (ونلاحظ أن هذه الحجة سوف تزول عندما تدخل ايطاليا الحرب، الأمر الذي سوف يترتب عليه موقف آخر وأزمة أخرى) ومع ذالك فإن تنفيذ معاهدة 1936 على هذا النحو يعد عملا عدائيا لألمانيا من شأنه أن يؤدى إلى أعمال أخرى لا تقوم بها في الواقع إلا دولة تعد نفسها في حالة حرب مع ألمانيا النازية.

### دخولإيطالياالحرب
فقدت مصر مبررها بعدم إعلان الحرب بدخول إيطاليا الفاشية الحرب في 10 يونيو 1940 وبدأ غزو الأراضي المصرية استطاع الجيش المصري التصدي للهجمات الإيطالية الأولى في فى السلوم وسيوة، وقام بحماية جناح القوات البريطانية الأيسر من أي تطويق يقوم به العدو.
مع ذالك دعا على ماهر إلى المماطلة في إعلان الحرب حيث أعلن في بيان 12 يونيو 1940 الشهير أمام مجلس النواب الحالات التى تدخل مصر الحرب وهى كالأتى التوغل في الأراضى المصرية، وضرب المدن المصرية بالقنابل، وشن غارات على موقع الجيش المصرى وأن الهجوم على مواقع وقوات بريطانية في مصر لا يعتبر اعتداء على الحكومة المصرية ثم أمر القوات المصرية بالارتداد داخل البلاد و جعل مرسى مطروح مركز للقوات المصرية المسلحة في الصحراء الغربية وأمر القوات المصرية بعدم الاشتباك مع الطليان إلا اذا تقدمو إلى مرسى مطروح.
وكان هذا البيان الشهير هو ما التزم به الوزراء من بعده في 28 يونيو 1940 خلفه في الوزارة حسن صبري باشا الذى استمر هو ومن بعده من الوزراء في نفس السياسة حتي عام 24 فبراير 1945م حيث أعلن أحمد ماهر باشا دخول مصر الحرب بجانب الحلفاء و إعلان الحرب على ألمانيا النازية واليابان و دفع حياته ثمنا لذالك حيث أنه أثناء مروره بالبهو الفرعوني قام شاب قومى متعصب يدعى محمود العيسوي بإطلاق النار عليه وقتله وكان سبب قيامه بذالك انه اعتبر إعلان الحرب هو استسلام للنفوذ البريطاني وكان هذا الاعتقاد شائع بين معظم الشعب المصرى بسبب ما روج له القصر الملكى و مذكرة الوفد في 1 أبريل 1940 حيث تم ترويج بأن مصر ليس لها في هذه الحرب ناقة فيها ولا جمل وأن هذه الحرب بين القوات البريطانية متمركزه في مصر و دول المحور وأن الحياد أفضل لمصر لأنه سوف يجنبها ويلات الحرب مع ذالك أثبت خطأ هذا الكلام أثناء الحرب العالمية الثانية حيث دفعت مصر الثمن و تعرضت لخسائر اقتصادية و بشرية و تعرضت مدن مصرية للقصف من قبل قوات المحور وتحديدا مدينة الإسكندرية التى هاجر الكثير من أهلها إلى الريف لتجنب القصف.

### أحمد ماهر باشايوضح الأسباب التى تدفعمصرالدخول للحرب
منذ 7 أغسطس 1940م أخذ الدكتور أحمد ماهر باشا يروج لفكرة دخول مصر الحرب العالمية الثانية فألقى عدة خطب ركز فيها على عدة أمور
- الأمر الأول أن اقتحام الإيطاليين حدود مصر، «هو عدوان على شعبها، يستهدف التسلط علينا، والقضاء على وجودنا واستقلالنا»، وبالتالي فإن واجب كل فرد أن يعمل بل ينفر للدفاع عن بلاده، بغض النظر عما نملك قوة ومن أسلحة ومن ذخائر
- الأمر الثاني، وهو مترتب على الأول، أن مصر طرف أصيل في الحرب بحكم أطماع الفاشية فيها، فإيطاليا تريد انشاء امبراطورية إيطالية (على غرار امبراطورية الرومانية) في أفريقية تشمل ليبيا ومصر والسودان وأريتريا والحبشة والصومال وأوغندا، فكيف تشهد الصراع الدائر في بلادنا كالمتفرجين، ولا نحرك ساكنا في شأن يتعلق به مصيرنا وكياننا ؟
- أما الأمر الثالث، فهو أن دخول مصر الحرب سوف يؤدى - عند انتهاء الحرب - إلى إزالة القيود التي فرضتها المعاهدة 1936

وقد حذر الدكتور أحمد ماهر من عدم إعلان الحرب والاعتماد على الإنجليز في الدفاع عن البلاد، قائلا: إننا لو قبلنا هذا الوضع، فسندفع ثمنه غاليا، لأننا نكون قبلنا حماية فعلية، وما الذي تقوله لحلفائنا إذا انتهت الحرب أنقول لهم: اتركونا ندير شئوننا؟ أليس من المعقول أن يقولوا لنا: ولن تستطيعوا أن تقوموا بواجب الدفاع عن بلادكم، وقد أثبتت التجارب ذلك، فكيف نترككم لتتعرضوا لهجوم آخر؟ إننا باقون لمصلحتكم وللمحافظة عليكم ألا ترون بعد هذا أننا ندفن مستقبلنا بأيدينا ؟
وفي خطاب يوم 16 أغسطس 1940م كرر الدكتور أحمد ماهر الدعوة قائلا : إن الزمن ضد دولتي المحور اللتين بلغنا أقصى قوتيهما في بداية الحرب خلافا لإنجلترا التي بدأت غير مستعدة ثم أخذت تستغل مواردها الاقتصادية الهائلة ومواردها من الرجال وسيادتها في البحار، في العمل لكسب النصر والزمن حليفها. واستدل أحمد ماهر على انتصار انجلترا المحتوم في الحرب بسيادة بريطانيا البحرية على البحر، وبـالحروب النابوليونية فقد انتصر نابوليون على أوروبا كلها قديما، كما انتصرت ألمانيا اليوم، ثم عجز عن ظهر إنجلترا لتفوقها في البحر وأخيرا هزمته في ووترلو كما تعلمون. وهذا ما تقول الشواهد و الله على ما أقول شهيد وقد تزلف أحمد ماهر باشا لإنجلترا على حساب مصر، في التدليل على أن دخول مصر سوف يكون فرصتها لتسليح الجيش المصرى، فقد قال: تصوروا لو أن الإنجليز قالوا لنا في سنة 1936م إنهم سيجلون عن بلادنا فهل كنا تقبل ذلك؟ إلى شخصيا ما كنت أقبل ذلك، بل أقول لهم: إن سياستكم العقيمة قضت بعدم تسليح بلادنا، فيجب أن تبقوا حتى تتمم تقوية جيشناه وخطورة هذا الكلام أنه لا يمنع الإنجليز فقط من إيماء قولهم في مصر مادام الجيش المصرى غير مستعد للدفاع عنها، وإنما يحرم المصريين من المطالبة بجلاء القوات البريطانية عن مصر قبل تقوية الجيش المصرى وقد رد الدكتور أحمد ماهر على الذين يتهربون في عدم اشتراك مصر بعدم استكمال دفاعها قائلا: وإن الأم الحية لا تفكر في النتائج عندما تنفر للدفاع عن نفسها إذا تعرض كيانها للخطر، وقد أصبح من المسلم به أن نصيب الدول من الحياة أو الموت إنما يقدر بمقدار نصيبها من الدفاع عن نفسها والتضحية في سبيل هذا الدفاع.
كان استمرار رفض إعلان الحرب من قبل مجلس الوزراء رغم الاعتداء إيطالى هو سبب استقالة الحزب السعدى من وزارة حسن صبرى باشا في 11 سبتمبر 1940 مع أن مصر لم تعلن الحرب رسميا لكنها لم تعلن الحياد رسميا و اعتبرت في حالة حرب فعليا منذ قطع علاقتها مع دول المحور و شارك العديد من رجال الجيش المصرى في الحرب العالمية الثانية من أبرزهم سعد الدين الشاذلى ومحمد فوزي حاخوا وعبد المنعم رياض و الأمير إسماعيل شيرين.

### قبول بريطانيا حياد مصر
كانت الحكومة البريطانية ترى أن إعلان مصر الحرب سيكون له أصداء طيبة في دول الشرق الأوسط مثل المملكة العراقية التى كان من ممكن أن تتخذ موقف مشابه لذالك حاولت الضغط على الحكومة المصرية لتعلن الحرب على أن السير مايلز لامبسون رد في 13 ديسمبر بأنه تشاور مع القائد العام لقوات الشرق الأوسط، وكانت وجهة نظرهما متفقة على أن هذا الوقت ربما كان أسوأ الأوقات للقيام بهذا الضغط، لأن إعلان مصر الحرب في الوقت الذي نجحت القوات البريطانية في طرد الغزاة الإيطاليين من الأراضي المصرية، قد يثير تعليقات تجرح مشاعر المصريين، وقد يجر إلى هجوم جوى إيطالي، وفضلا عن ذلك، فإنه من الناحية السياسية فإن إعلان مصر الحرب سوف يجعلها تشعر بأن لها الحق في التقدم بمطالبها إلى مؤتمر الصلح، وهذه المطالب قد تسبب احراجا، وقد تشترط الحكومة المصرية لذلك شروطا من الآن، وبالتالي فلا ضرورة لهذا الضغط.ومعنى هذا الكلام من لامبسون هو خشيته من أن يؤدى اشتراك مصر في الحرب إلى نجاحها بعد الحرب في التخلص من قيود معاهدة 1936م، وهو نفس الموقف من مذكرة الوفد الشهيرة في أبريل 1940م التي رفضت فيها بريطانيا الالتزام بالدخول في مفاوضات مع مصر بعد الحرب يعترف فيها بحقوق مصر كاملة في السودان لمصلحة أبناء النيل. لذلك أشار مايلز لامبسون إلى القول بأنه إذا رأى اللورد هاليفاكس أن الأثر الطيب لإعلان مصر الحرب في البلاد الأخرى سوف يفوق المساوئ التي ذكرتها، فقد تستجيب الحكومة المصرية لمطلب إعلان الحرب بدون معارضة شعبية كبيرة، ولكن ذلك غير مؤكد، وفوق ذلك فقد تحاول وضع شروط من الآن.

## الغزو الإيطالي لمصر

### وضع خطط دفاعية للصحراء الغربية
قام على ماهر باشا بوضع عزيز المصرى في منصب رئيس هيئة أركان حرب الجيش المصرى في 19 أغسطس 1939م بدلا من اللواء محمود باشا شكرى كان عزيز المصرى في الستينات من عمره وفقد صلته بالجيش المصرى منذ سنوات عديدة لكن تم وضعه في هذا المنصب لكونه أكفأ ضابط مصرى في تلك الظروف العالمية الخطيرة، ومن الثابت أن عزيز المصرى تعاون مع السلطات العسكرية البريطانية فقد اشترك مع هذه السلطات في وضع خطط الدفاع عن مصر، وكان صاحب الفضل في أبراز موقع العلمين للقيادة البريطانية وفقا لما كشفه على ماهر باشا من أسرار هذه الحرب في بيانه الذى أذاعه أمام مجلس الشيوخ بعد أنتهاء الحرب في 1946. فقد ذكر أن القيادة البريطانية كانت قد قررت اتخاذ مرسى مطروح أساسا للدفاع البريطانى، وكانت بسبب قلة الجنود قررت إخلاء سيوة ولكن نظرا لأن سيوة كانت تحمى الجناح الأيسر لمرسى مطروح فقد رأى على ماهر ان تركها يعد عورة في الدفاع عن مرسى مطروح وبتالى عن مصر وقد أبدى استعداده لأن يحمل الجيش المصرى عبء الدفاع عنها ولهذا اجتمع هو و اللواء محمد صالح حرب باشا وزير الدفاع، والفريق عزيز المصرى، والجنرال ولسن، والجنرال أوكونور، والجنرال هيرت على ظهر الطرادة الفوزية، وذالك أثناء زيارة الملك فاروق الأول لمرسى مطروح لفتيش الجيش المصرى في أكتوبر 1939 وذلك لبحث الموضوع.
وقد ظهر من استطلاع الخرائط أن الدفاع عن مرسى مطروح لا يمكن معه إخلاء سيوة، ولهذا اقترح عزيز المصرى باشا أنه إذا لم تكن مرسى مطروح وسيوة، فليكن موقع العلمين بين البحر المتوسط ومنخفض القطارة، ولكن الجنرال ولسن لم يأخذ بفكرة العلمين في ذلك الحين، ولكنه زار وبصحبته صالح حرب باشا سيوة، واتفقا على المنشآت اللازمة لمرابطة قوة مصرية بهذه النقطة الأمامية.

### الهجوم الإيطالى
في 9 سبتمبر 1940 خلال الحرب العالمية الثانية شنت القوات الإيطالية المتمركزة في ليبيا هجوم على الأراضى المصرية، وكان الهدف الأساسي للهجوم هو الاستيلاء على قناة السويس واحتلال الموانئ المصرية على طول الساحل المصري، ومن أجل تحقيق هذا الهدف كان على القوات الإيطالية التقدم عبر شمال مصر للوصول إلى القناة. بعد سلسلة من التأخيرات غُير الهدف الأساسي من الحملة ليصبح التقدم نحو الأراضي المصرية وتدمير أي قوة تعترض سير الجيش الإيطالي في مصر.
تمكن الإيطاليون من التقدم داخل الأراضي المصرية اشتبكت مع طلائع القوات المصرية والبريطانية حيث قام الجيش المصري بالتصدي للهجمات الإيطالية الأولى في فى السلوم وسيوة، وقام بحماية جناح القوات البريطانية الأيسر من أي تطويق يقوم به العدو إلا أن علي ماهر باشا أمر القوات المصرية بالارتداد داخل البلاد و جعل مرسى مطروح مركز للقوات المصرية المسلحة في الصحراء الغربية وأمر القوات المصرية بعدم الاشتباك مع الطليان إلا اذا تقدمو إلى مرسى مطروح، وترك الأمر للقوات البريطانية.
لم تشبتك القوات الإيطالية مع القوة الرئيسية في مرسي مطروح التى أصبحت مركز للقوات المصرية كما تواجدت القوات الأساسية للبريطانيين في مرسى مطروح.
كانت تتألف القوات البريطانية من الفرقة المدرعة السابعة وفرقة المشاة الهندية الرابعة واللتان كانتا تبعدان 80 ميلا عن أقرب نقطة وصلت إليها القوات الإيطالية، أوقفت القوات الإيطالية تقدمها عند سيدي براني وباشرت في بناء الاستحكامات الدفاعية والتحصينات.

### عملية البوصلة وهزيمة الأيطاليين
في مصر كانت القوة البريطانية الصغيرة تحت اسم القوة الصحراوية الغربية ويقودها القائد البريطاني ريتشارد أوكونور وكان قائده الأعلى هو أرشيبالد ويفل قائد القوات البريطانية في الشرق الأوسط.
بدأ الهجوم في الساعات الأولى من يوم 9 ديسمبر 1940 بالتفافة كبيرة في الصحراء، وقد نجح هذا الهجوم نجاحاً تاماً، وقد ساعد في نجاحه التوزيع السيء للمعسكرات الإيطالية، ومن بين قتلى الهجوم الأول كان الجنرال ماليتي Maletti (شارك في احتلال الكفرة عام 1931 تحت قيادة غراتسياني)، وفي 11 ديسمبر أصدر غراتسياني أمراً بالتراجع للحدود، وفي اليوم التالي كان البريطانيون قد وصلوا للحدود، وقد أسروا حتى ذلك التأريخ 38,000 جندياً.
في يوم 16 ديسمبر احتل البريطانيون «سيدي عمر» على الحدود، وفي ذلك الوقت كانت منطقة البردية في ليبيا والتي يبلغ محيطها العسكري حوالي 29 كم، تحرسها حامية من 40,000 جندي تحت قيادة الجنرال بيرغونتسولي Bergonzoli، ولم يكن قادرا على حمايتها طويلاً، إذ لم يكن لديه مخزون كاف من الماء الصالح للشرب أكثر من شهر. في يوم 3 يناير 1941 حدث الهجوم البريطاني على البردية واستمر القتال في محيطها يومين آخرين. أما جنود الحامية كان مصيرهم الأسر.
أما طبرق فقد كان محيطها أكبر حيث يبلغ 48 كم، إلا أن عدد جنود حاميتها أقل إذ يبلغون 25,000 جندي، وكان مصيرها الطبيعي أن يحتلها البريطانيون في 22 يناير. أما الجنود فكان مصيرهم أيضاً الأسر، كما خسر الإيطاليون سفينة حربية اسمها سان جورجو (شاركت في غزو طرابلس عام 1911).
شكل السلوك الانهزامي للإيطاليين إغراءً للبريطانيين لكي يتقدموا أكثر، لكن هذه المرة كان عليهم أن يتوغلوا في أراضي برقة الواسعة، وتشكل الصحراء مساحة كبيرة منها، وهي مجهولة بالنسبة لهم، لكنهم قبلوا المخاطرة.
تقدمت قوة أسترالية باتجاه درنة واحتلوا مطارها «مرتوبة» في 24 يناير، وفي 29 يناير أبلغهم بعض السكان المحليين أن الإيطاليين قاموا بإخلاء المدينة، فقاموا باحتلالها في اليوم التالي، ثم توغلوا في الجبل الأخضر واحتلوا «القبة» يوم 31.
في نفس الوقت كانت قوة بريطانية تتوغل في الصحراء باتجاه المخيلي فتم احتلالها في 27 يناير، ثم احتلت «خولان» في 28 يناير، وقد قاتل الجنود الإيطاليون بروح قتالية أفضل من قادتهم.
في 2 فبراير غادر غراتسياني برقة تاركاً مهمة قيادة القوات إلى الجنرال تيلليرا Tellera قائد الجيش الإيطالي العاشر، طالباً منه سحب كل القوات الإيطالية منها.
في الوقت الذي كان فيه الأستراليون يتقدمون عبر الجبل الأخضر، وكان القادة الإيطاليون يسحبون قواتهم من بنغازي تحاشياً لمواجهتهم، كان البريطانيون يتقدمون عبر الصحراء من «المخيلي»، والتقى الطرفان بالقرب من منطقة «بيضاء الفم» ما بين بنغازي وأجدابيا، وكانت المفاجأة صاعقة للإيطاليين، فدارت معركة عنيفة في هذا الموقع ما بين 6 إلى 7 فبراير انتهت بهزيمة ما تبقى من القوات الإيطالية. أمابنغازي، فقد احتلت في 6 فبراير، ثم تقدم البريطانيون إلى العقيلة على حدود برقة الغربية في 9 فبراير.

### الخسائر الأيطالية
طوال فترة الغزو الأيطالي لمصر وما تلاها من مواجهات بداية من 9 سبتمبر 1940 إلى 9 فبراير 1941، لم يخسر البريطانيون وحلفائهم من دول الكومنولث والهنود سوى 500 قتيل، و1373 جريح، و55 مفقود.
كانت هذه الخسائر الضئيلة نسبياً ثمناً لانتصار باهر، حيث تقدموا لمسافة 800 كم، وأسروا 130,000 إيطالي، واستولوا على 380 دبابة ما بين خفيفة، ومتوسطة، واستولوا على 845 مدفعاً، وكان الجنرال تيلليرا من بين القتلى. أما غراتسياني، فقد استقال تاركاً قيادة القوات الإيطالية في ليبيا إلى رئيس اركانه إيتالو غاريبولدي Gariboldi، وكانت هذه أسوأ نهاية لمسيرة غراتسياني العسكرية

## غزو ألمانيا النازية لمصر
كانت أنباء الهزائم الإيطالية تصل متتابعة إلى القيادة العليا الإيطالية، وعندما بدؤوا يدركون خطورة الوضع، واحتمال خسارتهم أراضي ليبيا كلها، لم يجدوا مفراً من طلب المساعدة من الألمان، ولم يجد أدولف هتلر بدوره مفراً من مساعدة حليفه رغم أنشغاله بالتحضير لغزو الإتحاد السوفيتي فيما عرف باسم عملية بارباروسا، فأمر بتشكيل قوة صغيرة أطلق عليها اسم الفيلق الإفريقي، وفي يوم 6 فبراير، يوم سقوط بنغازي، عين القائد إرفين رومل قائداً لهذه القوة.
كان احتلال البريطانيين لكامل ليبيا حتمياً في حالة استمرارهم، لكنهم اختاروا، بعد تأكدهم من هزيمة الإيطاليين، أن يستقطعوا من قواتهم الموجودة في ليبيا، لكي يرسلو قسماً منها لقهر الإيطاليين في الحبشة، والقسم الآخر إلى اليونان لمساعدتهم ضد الغزو الألماني المرتقب، وهذا التوقف البريطاني في برقة منح رومل الوقت الكافي لكي يرسل قواته إلى ليبيا

### وصول الفيلق الأفريقي الي ليبيا
في فبراير 1941 بدأت قوات روميل الهبوط في طرابلس بتعزيزات كبيرة بل قامت إيطاليا بأرسال تعزيزات كبيرة في المعدات والأفراد، فضل إروين رومل الأنتظار والأستعداد للهجوم.
في 18 نوفمبر 1941 بدأت القوات البريطانية (تحت اسم الجيش الثامن البريطاني) هجومها على قوات المحور على الحدود الليبية المصرية تحت اسم عملية الصليبي، وأسفرت هذه العملية بعد سلسلة معقدة من المعارك إلى إخراج قوات المحور من برقة والوصول إلى مرسى البريقةفي 6 يناير 1942.
قرر روميل أن التراجع هو القرار الصحيح في الوقت الحالي، فكان يتلقى تعزيزات من القيادتين الألمانية والإيطالية، ففي 15 يناير استلم 54 دبابة، و20 عربة، كما تم تحويل أسطول جوي من الجبهة الروسية وضع تحت قيادة ألبرت كسلرنغ قائد القوات الألمانية في جبهة البحر المتوسط، وقامت القوات الجوية للمحور بضرب جزيرة مالطة التي كانت تهدد قوافل التموين التي تذهب إلى رومل في أفريقيا.
في 21 يناير 1942 بدأ رومل هجومه الذي كان مفاجئاً للبريطانيين، لذلك اتخذ القائد البريطاني نيل ريتشي قائد الجيش الثامن قراراً بالانسحاب، واستمر تقدم حتى 3 فبراير عندما وصل إلى خليج البمبة، ثم استولى على التميمي والمخيلي، وتوقف رومل في مواقعه الجديدة أكثر من ثلاثة أشهر كان ينظم فيها خطوط إمدادته.
في سبتمبر 1941، كانت المخابرات الإيطالية قد اقتحمت السفارة الأمريكية في روما (ولم تكن الولايات المتحدة قد دخلت الحرب ضد دول المحور) وسرقت منها الشفرة السرية التي يتم التخاطب بها بين الملحق العسكري الأمريكي في القاهرة، وبين الحكومة الأمريكية، وكان مما يتضمنه هذا التخاطب النوايا العسكرية للبريطانيين، وبإعطاء المخابرات الإيطالية هذه الهدية الغالية لرومل، ظل مطلعاً على نوايا البريطانيين حتى يونيو 1942، عندما خمن الحلفاء أن الألمان اخترقوا هذه الشفرة فقاموا بتغييرها. وقبل ذلك (في مايو) كان رومل يلاحظ القوة المتزايدة للجيش الثامن، كما كان على علم بمحاولة القائد ريتشي للهجوم عليه، فكان لابد له من أن يبادر بالهجوم رغم صعوبات الإمداد عنده.

### معركة عين الغزالة
في يوم 26 مايو 1942، شنت القوات الأيطالية بقيادة الألماني كروفيل هجوما علي منطقة عين الغزالة وفي ليل نفس اليوم تحركت قوات رومل إلى الجنوب حسب الخطة المتبعة، لكنها واجهت مقاومة عنيفة، خصوصاً في حامية بير حكيم التي تحميها القوات الفرنسية الحرة (جنودها فرنسيون، وجزائريون، ومغاربة، ومن مستعمرات أفريقية أخرى). أما كروفيل فقد سقط أسيراً يوم 29 مايو.
كانت القوات البريطانية تقاتل في منطقة سمتها المرجل Cauldron وهي تقع ما بين غوط الأوالب وسيدي مفتاح (ما بين الغزالة وبير حكيم)، وسقطت غوط الأوالب في يد قوات المحور في 1 يونيو.
في 2 يونيو شنت القوات الإيطالية بدعم جوي ألماني هجوماً عنيفاً على بير حكيم، واستمرت مقاومة الحامية ببسالة حتى ليلة 10 يونيو حيث انسحبت عبر خطوط قوات المحور، وفي اليوم التالي تم الاستيلاء على بير حكيم.
ما بين 11 إلى 13 يونيو اشتبكت الدبابات في معركة عنيفة نتج عنها تفوق قوات رومل، إذ خسر البريطانيون 120 دبابة في يوم 12 يونيو فقط.
في 16 يونيو تلقى ريتشي إذنا من قيادة كلود أوكنلك في القاهرة بالسماح لترك طبرق تواجه الحصار، وبدأت القوات البريطانية الانسحاب نحو الشرق، وفي يوم 17 يونيو لم يكن أمام القائد البريطاني نوري Norrie (قائد الفيلق الثلاثين) خيار سوى الانسحاب من كمبوت (32 شرق طبرق).
في 18 يونيو وبينما كانت القوات البريطانية تنسحب نحو الشرق، أكملت قوات رومل عزل طبرق، وكان فيها حامية من 35,000 جندي يقودهم القائد كلوبر Klopper، مع كمية كبيرة من الوقود والذخيرة، وكان يُعتقد أن رومل سيفشل في احتلالها كما حدث في العام الماضي.
في فجر 20 يونيو شن رومل الهجوم الكبير على طبرق، ولم تستطع حاميتها الصمود طويلاً، إذ استسلمت في مساء يوم 21 يونيو.
رقي رومل مكافئة له على هذا الانتصار إلى رتبة الفيلد مارشال (المشير)، لكنه ولحبه للعمل، تمنى لو حصل بدل ذلك على فرقة أخرى.

### معركة مرسى مطروح
في 22 يونيو بدأت قوات رومل التحرك، وفي اليوم التالي كانت قد عبرت الحدود الليبية المصرية.
في يوم 24 يونيو توقفت قوات المحور لوقت قصير بسبب نقص الوقود، ثم تم استئناف التقدم بعد وجود مخزن وقود بريطاني في محطة سكة حديدية، وفي اليوم التالي كان قوات المحور قد وصلت إلى نقطة تقع إلى الغرب من مرسى مطروح بمقدار 30 ميلاً (48 كم).
كان هدف رومل عندما اقترب من مرسى مطروح أن يقوم بعزل حاميتها بحركة التفافية من الصحراء، لكن القائد البريطاني كلود أوكنلك (قائد القوات البريطانية في الشرق الأوسط) قام بعزل نيل ريتشي (قائد الجيش الثامن منذ نوفمبر 1941، والذي كان يدير العمليات الحربية بشكل مباشر منذ ذلك التاريخ)، وتولى بنفسه قيادة ذلك الجيش، وأصدر أمراً بسحب القوات إلى الشرق، واستطاع بذلك إنقاذ القسم الأكبر من قواته من الوقوع في الأسر.
في 26 يونيو قام الطيران البريطاني بضرب قول إداري لقوات المحور أدّى إلى نقص الوقود لديها وبالتالي إلى إبطاء تقدمها، ثم وصلت إلى نقطة تبعد 16 ميلاً (25 كم) غرب مطروح. وفي نفس اليوم تم تطويقها.
من 26 إلى ليلة 28-29 يونيو دارت معركة كبيرة بين ما تبقى من القوات النيوزيلندية والهندية في مرسى مطروح، واستطاع رومل أن يعلن سقوطها يوم 29 يونيو وأنه لا يبعد سوى 125 ميلاً (200 كم) عن الإسكندرية.
كان سقوط مرسى مطروح انتصاراً كبيراً لرومل، إذ أسر 7,000 جندي، إضافة إلى غنائم كثيرة من التموين والعتاد الحربي.
في 29 يونيو وصلت قوات المحور إلى نقطة تقع إلى الغرب من الضبعة بستة أميال (10 كم)، وفي اليوم التالي اجتازت الضبعة، وقرر رومل ذلك اليوم أن موقع العلمين (112 كم غرب الإسكندرية، و592 كم شرق طبرق) ستتم مهاجمته في الساعة الثالثة من فجر 1 يوليو 1942.
كان أوكنلك قد نشر قواته على مدى 40 ميلاً (64 كم) ما بين قرية العلمين على ساحل البحر، وبين منخفض القطارة الذي لا تستطيع المركبات الآلية عبوره، وبالتالي على رومل أن يقهر جميع هذه القوات ليصل إلى الإسكندرية.

### معركة العلمين الأولي
على مدى حوالي أربعة أسابيع من شهر يوليو 1942 وقعت مجموعة من المعارك في منطقة العلمين، وسميت مجموع تلك المعارك باسم معركة العلمين الأولى. وقد تمثل السياق العام لتلك المعارك بتركيز قوات الجيش الثامن البريطاني هجومها على الوحدات الإيطالية من قوات مما أدّى إلى انهيار الأخيرة، وكاد يؤدي انهيارها إلى انهيار الجبهة بكاملها لولا التدخل الألماني الذي أوقف هجمات الجيش الثامن بصعوبة.

## المشاركة العسكرية المصرية
قاتلت العديد من وحدات الجيش المصري إلى جانب الحلفاء. بعض الوحدات مثل أفواج المشاة التاسع والعاشر والحادي عشر والثاني عشر، وأفواج الفرسان السادس عشر والثاني عشر، وفوج المدفعية السابع عشر، وفوج المدفعية الملكي الثاني والعشرين. كما قاتلت بعض الوحدات الأخرى ولكن أسمائها غير معروفة. إلى جانب هذه الوحدات، لعبت أفواج المدفعية المضادة للطائرات في جميع أنحاء مصر دورًا حيويًا في تدمير هجمات القوات الجوية الألمانية على الإسكندرية والقاهرة والسويس وشمال الدلتا. استشهد أكثر من 1100 جندي مصري خلال الحرب العالمية الثانية.
| تاريخ مصر العسكري خلال الحرب العالمية الثانية | إن مصر وإن كانت لا تزال بلداً محايداً، إلا أنه ليس من الحق مطلقاً القول بأنها لم تقم بدور مهم، مشرف، له قيمته, ليس في دفاعها عن نفسها فقط، بل في الصراع العالمي الذي يبدو الآن أنه يتقدم تقدما كبير يتقدم تقدما كبيرا نحو منتهاه. - السير ونستون تشرشل رئيس الوزراء البريطاني في مؤتمر صحفي الأول من فبراير عام 1943م أثناء اجتماعات الحلفاء في ميناهاوس | تاريخ مصر العسكري خلال الحرب العالمية الثانية |

هناك العديد من الشخصيات المصرية البارزة التى شاركت فى الحرب العالمية الثانية مثل سعد الدين الشاذلي و الضابط أحمد عبد العزيز الذي كان جزء من سلاح الفرسان الملكي و الضابط يوسف صديق الأزهري شارك فى القتال ضد قوات المحور فى حملة الصحراء الغربية حيث أنه كان من ضمن احد كتائب السلوم و الفريق عبد المنعم رياض كان من ضمن البطاريات المضادة للطائرات فى المنطقة الغربية وقاتل ضد الألمان والإيطاليين و الفريق محمد صدقي محمود و محمد فوزي حاخوا.

## انتصار الحلفاء

### معركة العلمين الثانية
رأي رئيس الوزراء البريطاني ونستون تشرشل كان على ما يبدو أن قوات المحور تقدمت أكثر مما يجب، وهو ما يُعتبر فشلاً يستوجب عزل أوكنلك في أغسطس 1942، واستبداله بقائدين جديدين هما هارولد ألكسندر وبرنارد مونتغمري
ساد الجبهة هدوء طوال شهر أغسطس تقريباًُ إلى أن قام رومل بشن هجومه الجديد المعروف باسم معركة علم حلفا في 31 أغسطس 1942. لكن هذا الهجوم فشل.
بعد أن فشل القائد الألماني إرفين رومل في اختراق الخطوط البريطانية في معركة علم حلفا لم يكن أمامه ما يفعله سوى انتظار الهجوم البريطاني التالي على أمل أن يقوم بصده على الأقل. وفي يوم 23 سبتمبر 1942 سافر رومل إلى ألمانيا لتلقي العلاج، تاركاً وراءهغورغ فون شتومه Georg Stumme قائداً لقوات المحور في شمال أفريقيا.
في 24 سبتمبر، أثناء طريق العودة، التقى رومل بالزعيم الإيطالي بينيتو موسوليني، وشرح له مشاكل الإمدادات في الجبهة، وأنه إن لم تصل الإمدادات إلى المستوى المطلوب فسيضطرون للتخلي عن شمال أفريقيا، إلا أن موسوليني بدا عليه وكأنه لم يكن مقدراً لخطورة الوضع آنذاك، وذلك وفقاً لرومل.
بالنسبة للبريطانيين فقد استمروا في تعزيز موقفهم، واستمروا في تلقي الإمدادات من بريطانيا والولايات المتحدة، ولم يكن على هارولد ألكسندر، قائد القوات البريطانية في الشرق الأوسط، وبرنارد مونتغمري، قائد الجيش الثامن البريطاني، سوى اختيار الوقت الذي يناسبهم للهجوم. 
فلم يجد رومل أمامه سوى انتظار هجوم مونتغمري الجديد جرت معركة العلمين الثانية في 23 أكتوبر 1942. بين ألمانيا بقيادته وبريطانيا بقيادة برنارد مونتغمري إذ تمكن الجيش البريطاني الثامن بمساعدة الفرقة التاسعة من الجيش الأسترالي من وقف زحف رومل.

### نتائج المعركة
معركة العلمين هي من أهم معارك التحول في الحرب العالمية الثانية. وكانت من أهم معارك الدبابات على مدار التاريخ وبعد انتصار القوات الألمانية في معارك الصحراء، وكانت المشكلة عند الألمان هو النقص الكبير في الوقود بسبب إغراق البريطانيين لحاملة النفط الإيطالية مما شل حركة تقدم الدبابات وبالتالي استطاعت القوات البريطانية طردهم إلى ليبيا، ومن كل أفريقيا وصولا إلى مالطة. شهدت هذه المعركة بداية الخسائر التي ألحقت بالألمان.

لخص ونستون تشرشل المعركة في العاشر من نوفمبر/تشرين الثاني عام 1942 بقوله:
| تاريخ مصر العسكري خلال الحرب العالمية الثانية | هذه ليست النهاية، وليست حتى بداية النهاية ، ولكنها ربما تكون نهاية البداية | تاريخ مصر العسكري خلال الحرب العالمية الثانية |

كانت هذه المعركة أعظم انتصارات مونتغمري. وحصل على لقب " الفيكونت مونتغمري العلمين" عندما رُقّي إلى طبقة النبلاء، وقد شكلت عمليات إنزال الشعلة في المغرب في وقت لاحق من ذلك الشهر نهاية فعلية لتهديد المحور في شمال أفريقيا.

## أضرار الأسطول المصري
في المجمل، غرقت 14 سفينة مصرية خلال الحرب بواسطة الغواصات، بما في ذلك: سفينة واحدة أغرقتها الغواصة الألمانية U-83، وثلاث سفن غرقت، وواحدة نجت من الدمار بواسطة الغواصة الألمانية U-77، وتسع سفن أغرقتها الغواصة الألمانية U-81.
| التاريخ        | سفينة          | الغرق/تلفه | التونة | القدر |
| -------------- | -------------- | ---------- | ------ | ----- |
| 16 أبريل 1942  | باب الفراج     | U-81       | 105    | غرقت  |
| 16 أبريل 1942  | فاطحيل الرحمني | U-81       | 97     | غرقت  |
| 19 أبريل 1942  | (هفز الرحمني)  | U-81       | 90     | غرقت  |
| 22 أبريل 1942  | أوزيزا         | U-81       | 100    | غرقت  |
| 11 فبراير 1943 | "الكاسباناه"   | U-81       | 110    | غرقت  |
| 11 فبراير 1943 | صباح الخير     | U-81       | 36     | غرقت  |
| 20 مارس 1943   | بورغيه         | U-81       | 244    | غرقت  |
| 28 مارس 1943   | رويسدي         | U-81       | 133    | غرقت  |
| 25 يونيو 1943  | نيسر           | U-81       | 80     | غرقت  |
| 8 يونيو 1942   | قال            | U-83       | 231    | غرقت  |
| 30 يوليو 1942  | (فاني)         | U-77       | 43     | غرقت  |
| 1 أغسطس 1942   | سانت سايمون    | U-77       | 100    | غرقت  |
| 6 أغسطس 1942   | أدنان          | U-77       | 155    | تدمير |
| 6 أغسطس 1942   | إيزيت          | U-77       | 158    | غرقت  |

## وصلات خارجية
- El Alamein
- Text of Cairo Declaration